# Duccio

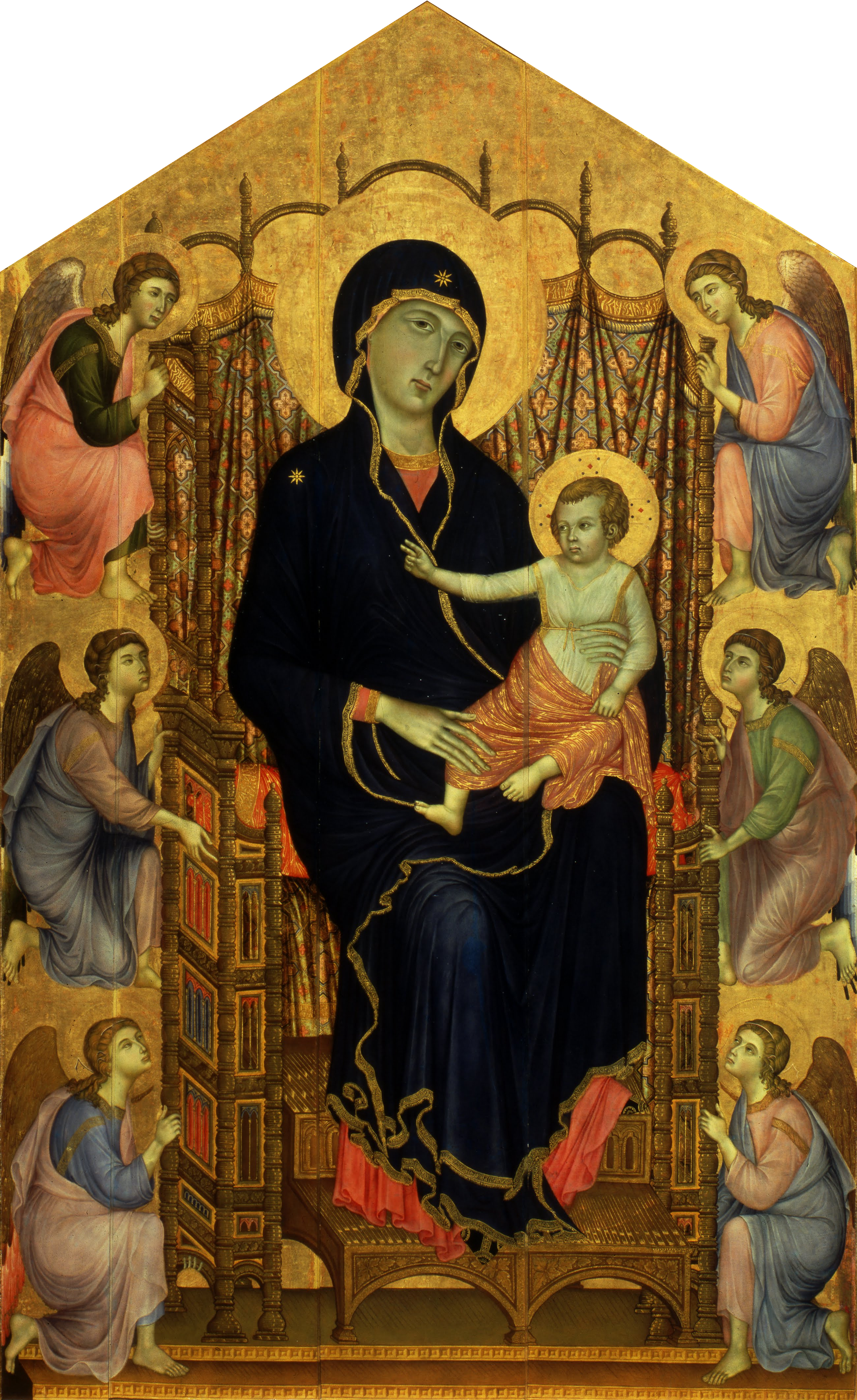
Duccio, Rucellai Madonna (1285)

Duccio di Buoninsegna (n. 1255, Siena, Republica Siena⁠(d) – d. 1319, Siena, Republica Siena⁠(d)) a fost un pictor italian originar din Siena, Toscana. Mare parte din tinerețea sa este incertă, dar există dovezi că a fost căsătorit și că a avut șapte copii. Deși încă există multe lucruri neclare despre Duccio și viața sa, există mai multă documentație despre el decât despre oricare alt artist italian contemporan sau de dinainte. O bună parte din viața sa poate fi reconstituită din evidența lucrărilor ce îi pot fi atribuite cu certitudine.
Sunt multe instanțe în care a avut datorii și amenzi, ceea ce a determinat istoricii să creadă că i-a fost dificil să își administreze banii și familia. Talentele sale artistice erau însă suficiente pentru a umbri lipsa sa de organizare ca cetățean și a devenit faimos în timpul vieții sale. În anii 1300, Duccio a fost unul dintre cei mai apreciați și radicali pictori din Siena. Este considerat părintele picturii sieneze și împreună cu alții este considerat fondatorul artei europene. A fost angajat de-a lungul întregii sale vieți pentru a realiza multe lucrări importante în clădirile guvernamentale și religioase din Italia. Lui Duccio îi sunt atribuite crearea stilului Trecento, fondarea Școlii Sieneze și contribuții semnificative la stilul gotic sienez.
Duccio a început să elimine liniile ascuțite ale artei bizantine și a rotunjit formele. A utilizat modelarea (jocul culorilor închise și deschise) pentru a dezvălui personajele de sub draperia grea iar mâinile, fețele și picioarele au devenit mai rotunjite și tridimensionale.

## Cariera artistică
Unde și cu cine a studiat Duccio este o chestiune aflată încă în dezbatere, dar prin analiza stilului și tehnicii sale istoricii de artă au fost capabili să limiteze domeniul. Mulți cred că ar fi studiat cu Cimabue iar alții cred că ar fi călătorit singur până la Constantinopol și ar fi învățat direct de la un maestru bizantin; această ipoteză este în mare parte acceptată datorită stilului de pictură al lui Duccio foarte asemănător cu cel bizantin.
Nu există dovezi clare că Duccio ar fi realizat fresce. Lucrările sale cunoscute sunt realizate pe panel de lemn, pictate în tempera cu ou și înfrumusețate cu aur. Diferit de artiștii contemporani și dinaintea sa, Duccio a fost un maestru al temperei și a reușit să stăpânească tehnica prin delicatețe și precizie. Puține se cunosc despre cariera sa de pictor dinainte să primească prima sa comandă, în 1278 când, la vârsta de 23 de ani, a fost angajat să picteze 12 paneluri de lemn pentru a servi drept coperți pentru documente guvernamentale. Această lucrare este acum pierdută. Deși Duccio a fost activ din 1268 până în jurul anului 1311, doar aproximativ 13 lucrări ale sale au rezistat până astăzi.
Doar două dintre lucrările lui Duccio, care au rezistat pot fi datate cu precizie. Ambele au fost comenzi publice importante: Rucellai Madonna (Galeria Uffizi) comandată în aprilie 1285 de către Compagnia del Laudesi di Maria Vergine pentru o capelă a Basilicii din Santa Maria Novella din Florența și Maestà comandat pentru altarul Catedralei din Siena, lucrare comandată în 1308 și finalizată în 1311.

## Stil
Stilul lui Duccio era similar cu cel bizantin din mai multe perspective, cum ar fi fundalul auriu și scenele religioase cunoscute dar, în același timp, era diferit și mai experimental. Lucrările sale aveau un nivel înalt de frumusețe cu detalii delicate, uneori înrustate cu pietre prețioase și țesături aproape ornamentale. Duccio era cunoscut și pentru organizarea complexă a spațiului. Personajele erau organizate specific și cu un scop. În lucrarea Rucellai Madonna privitorul poate vedea în lucru toate aceste aspecte.
Duccio a fost și unul dintre primii pictori care să plaseze personajele în locuri arhitecturale deosebite. A început să exploreze și să investigheze profunzimea și spațiul. A acordat și o atenție deosebită sentimentului, ceea ce nu putea fi observat la alți pictori contemporani. Personajele interacționează cu tandrețe și delicatețe una cu cealaltă; nu mai există Hristos și Fecioara, există mama și fiul. Prin aceasta Duccio cochetează cu naturalismul. Personajele lui Duccio par a nu fi de pe această lume, ci divine. Influența sa poate fi observată la mulți alți pictori cum ar fi Simone Martini și frații Ambrogio și Pietro Lorenzetti.

## Galerie

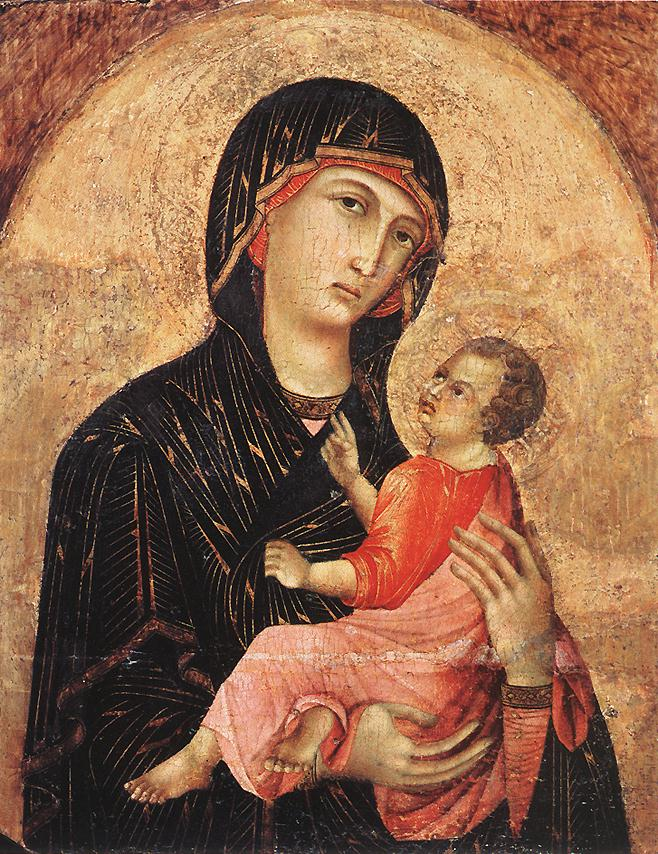
Fecioara cu Pruncul (anii 1280)
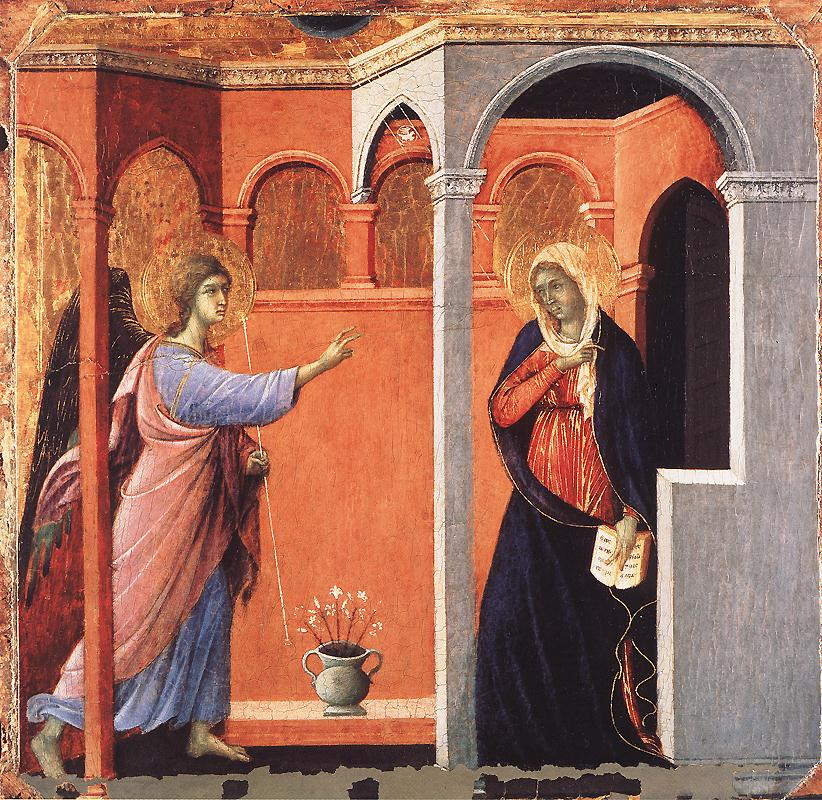
Buna Vestire (1308 - 1311)
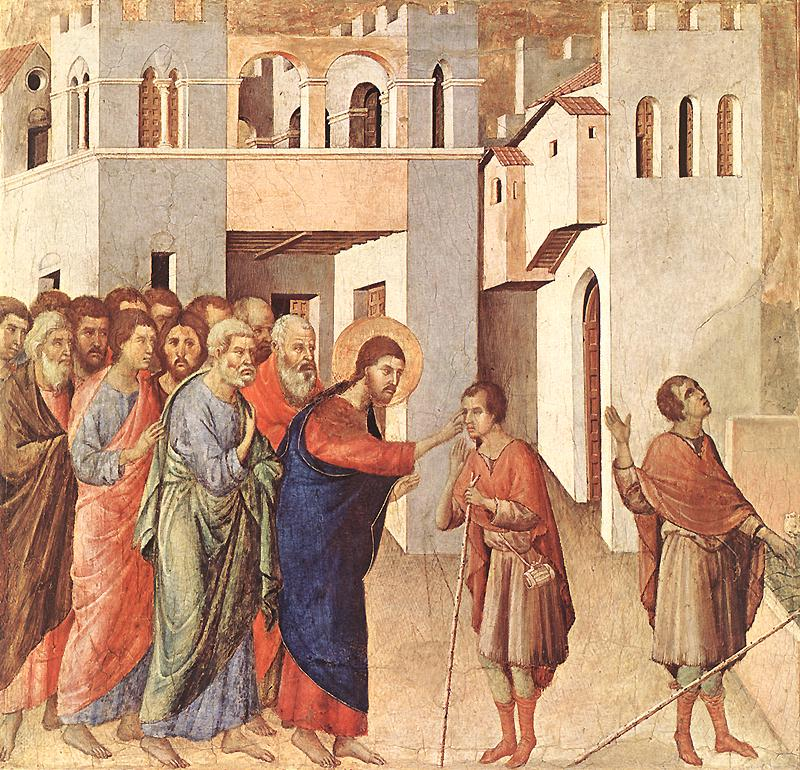
Vindecarea orbului (1308 - 1311)
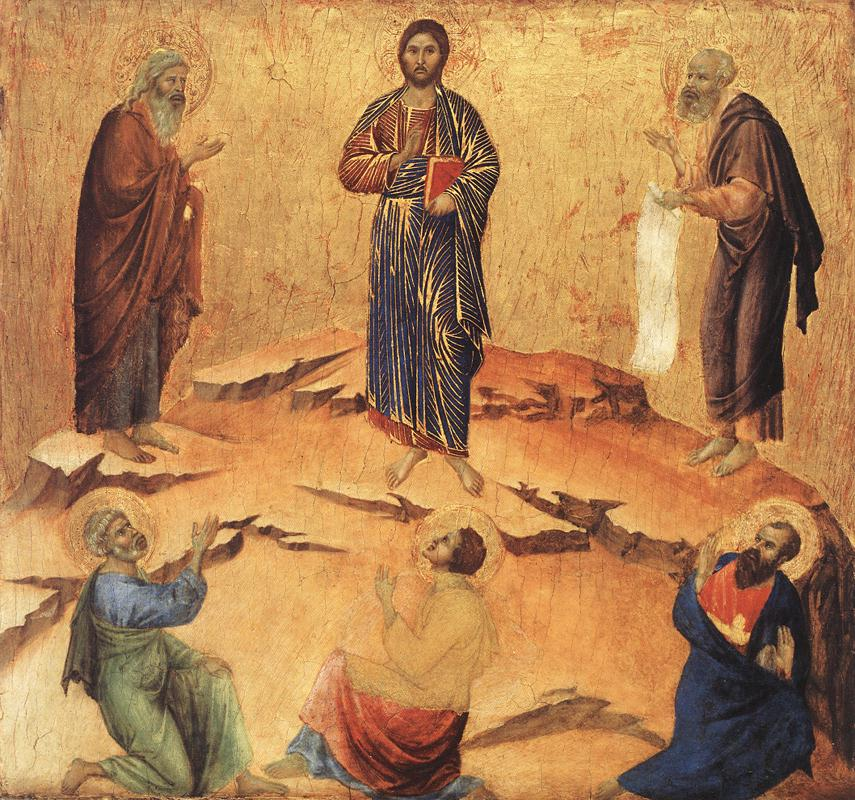
Schimbarea la faţă (1308 - 1311)
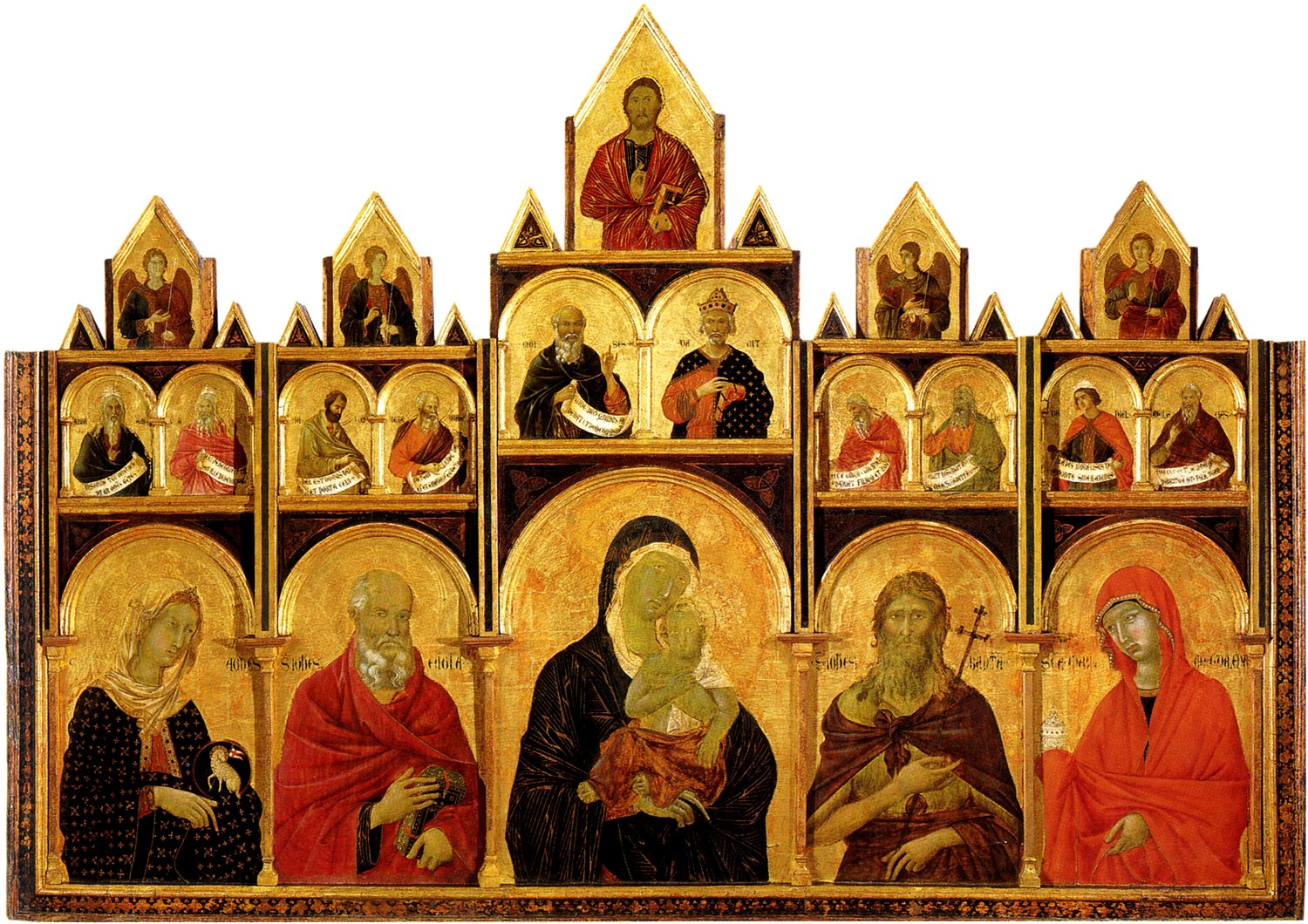
Fecioara cu Pruncul şi Sfinţi (1311)
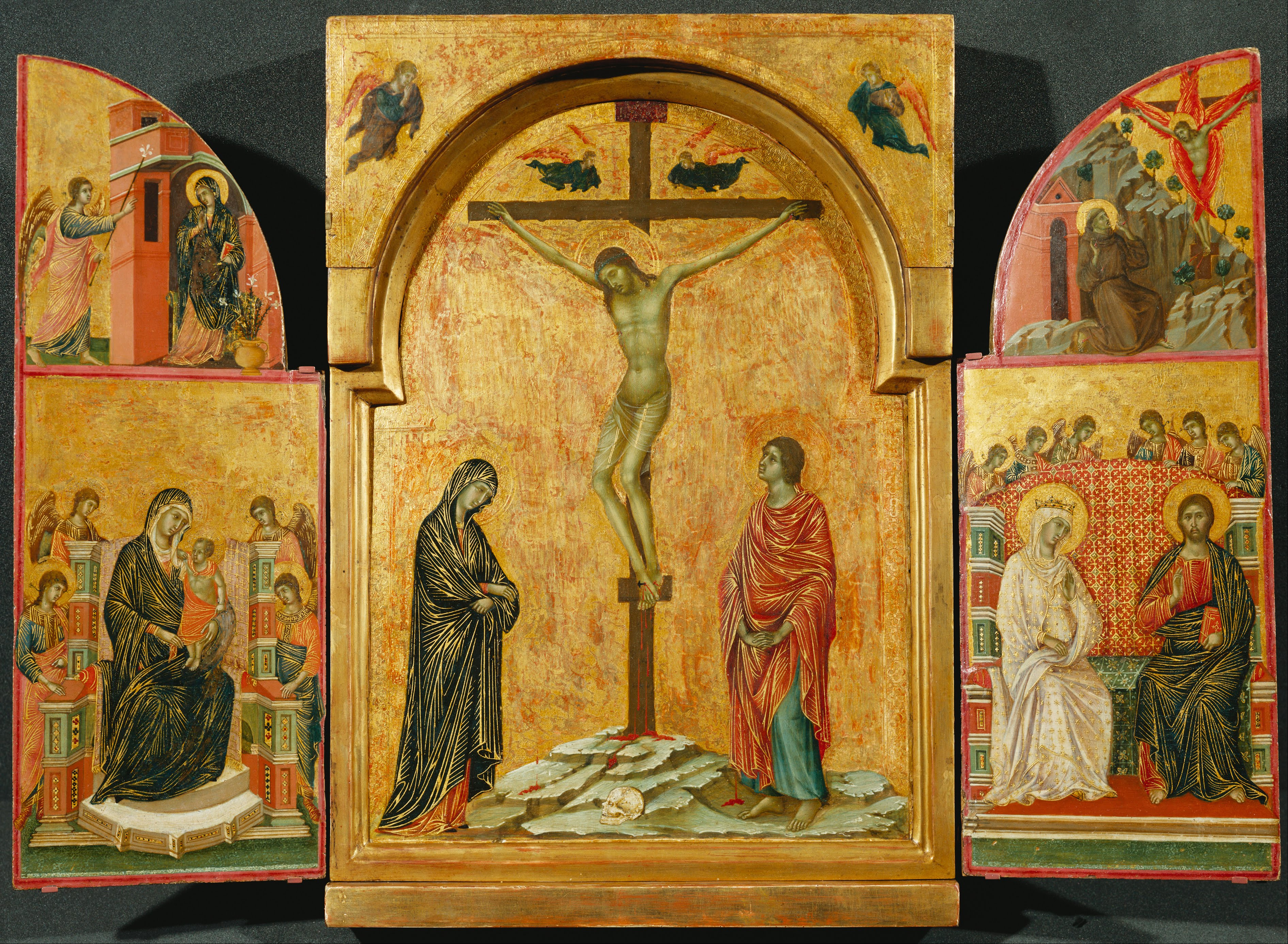
Triptic cu răstignirea şi alte scene (1302 - 1308)
Triptic (1300 - 1305)
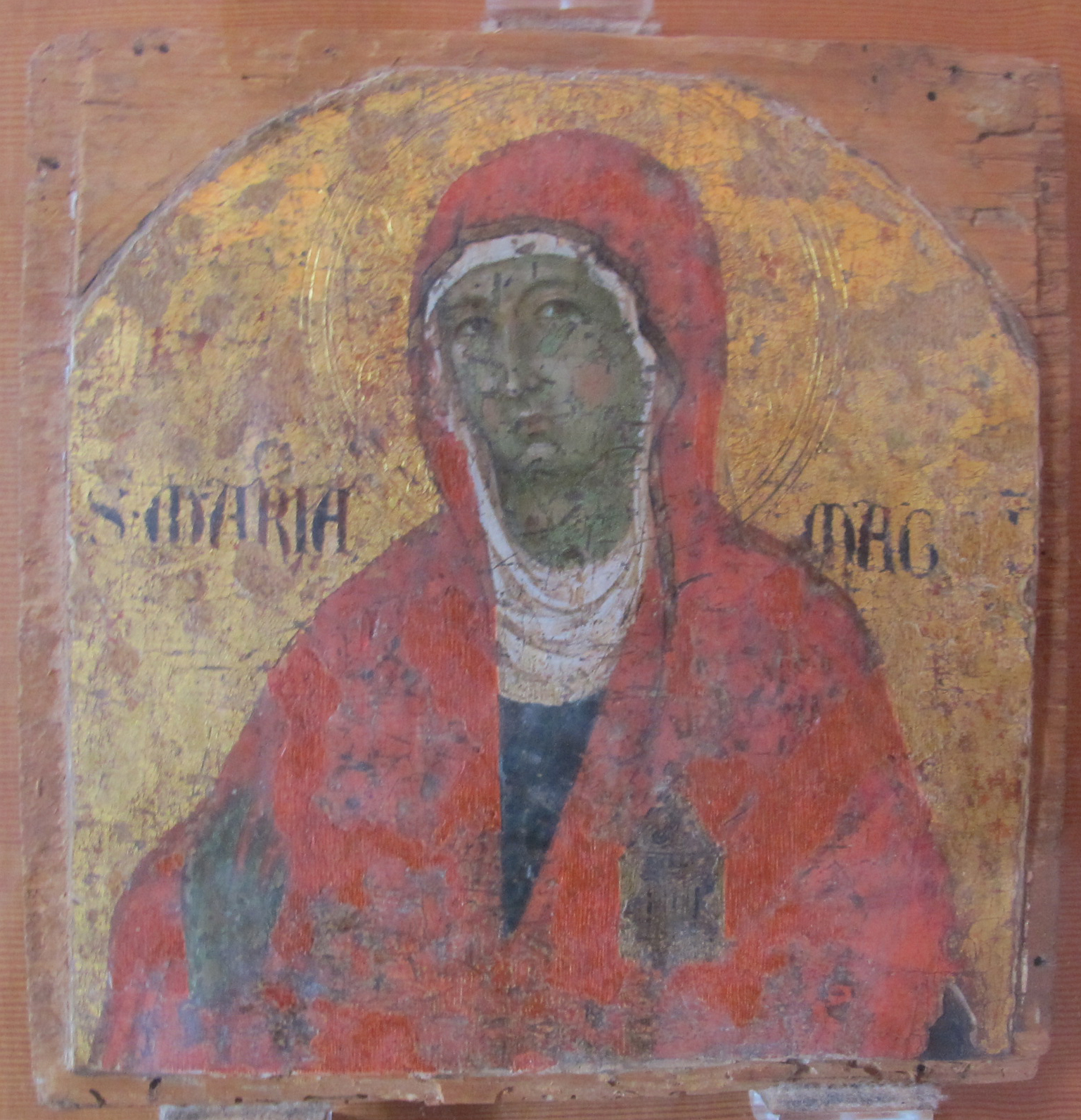
Maria Magdalena (nedatat)
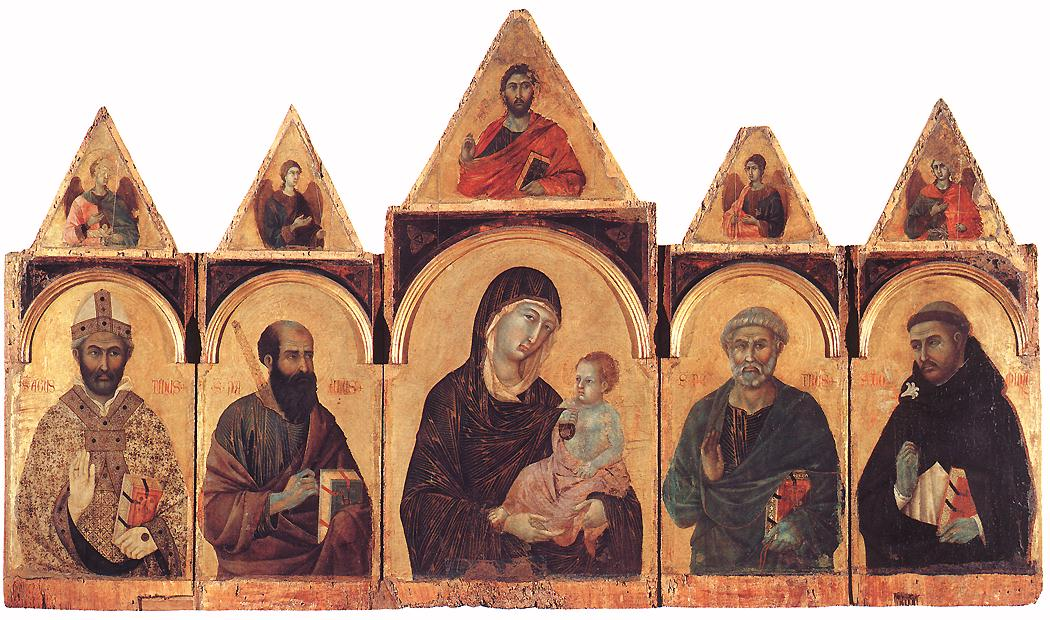
Poliptic (1300 - 1305)
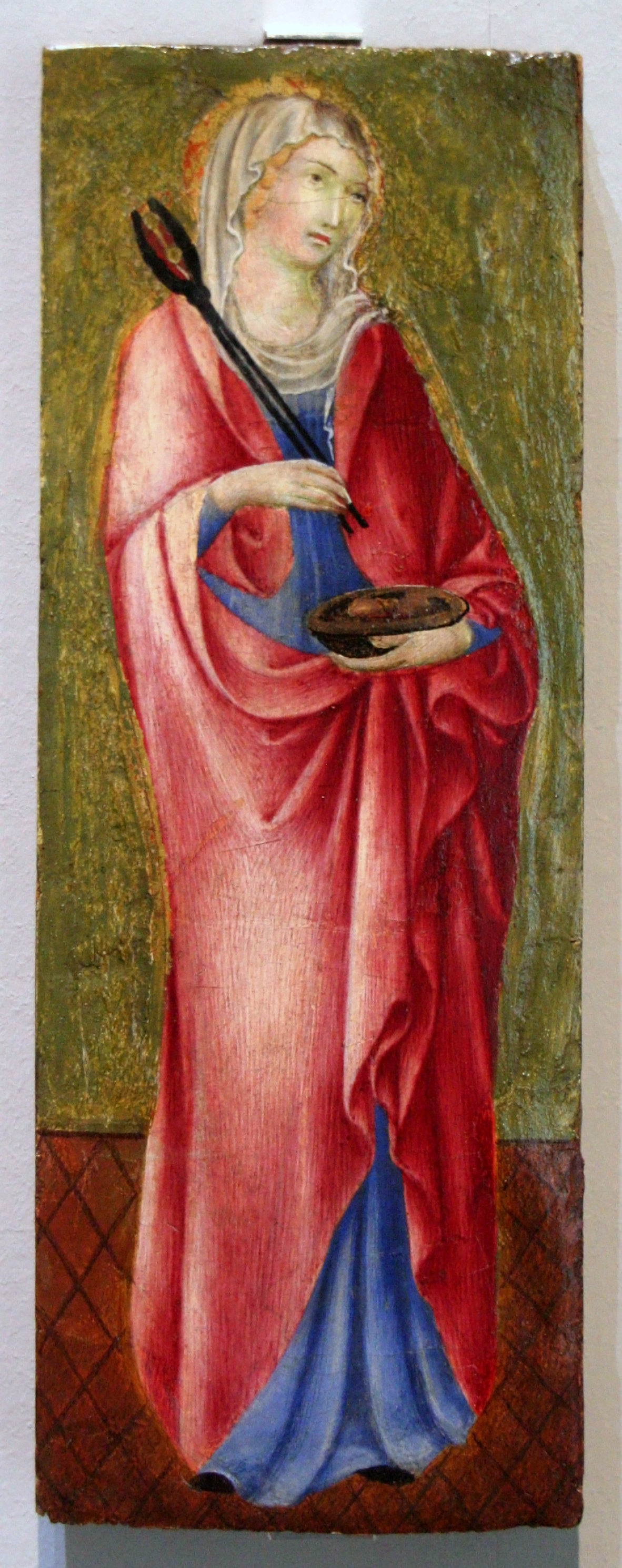
Sfânta Agata
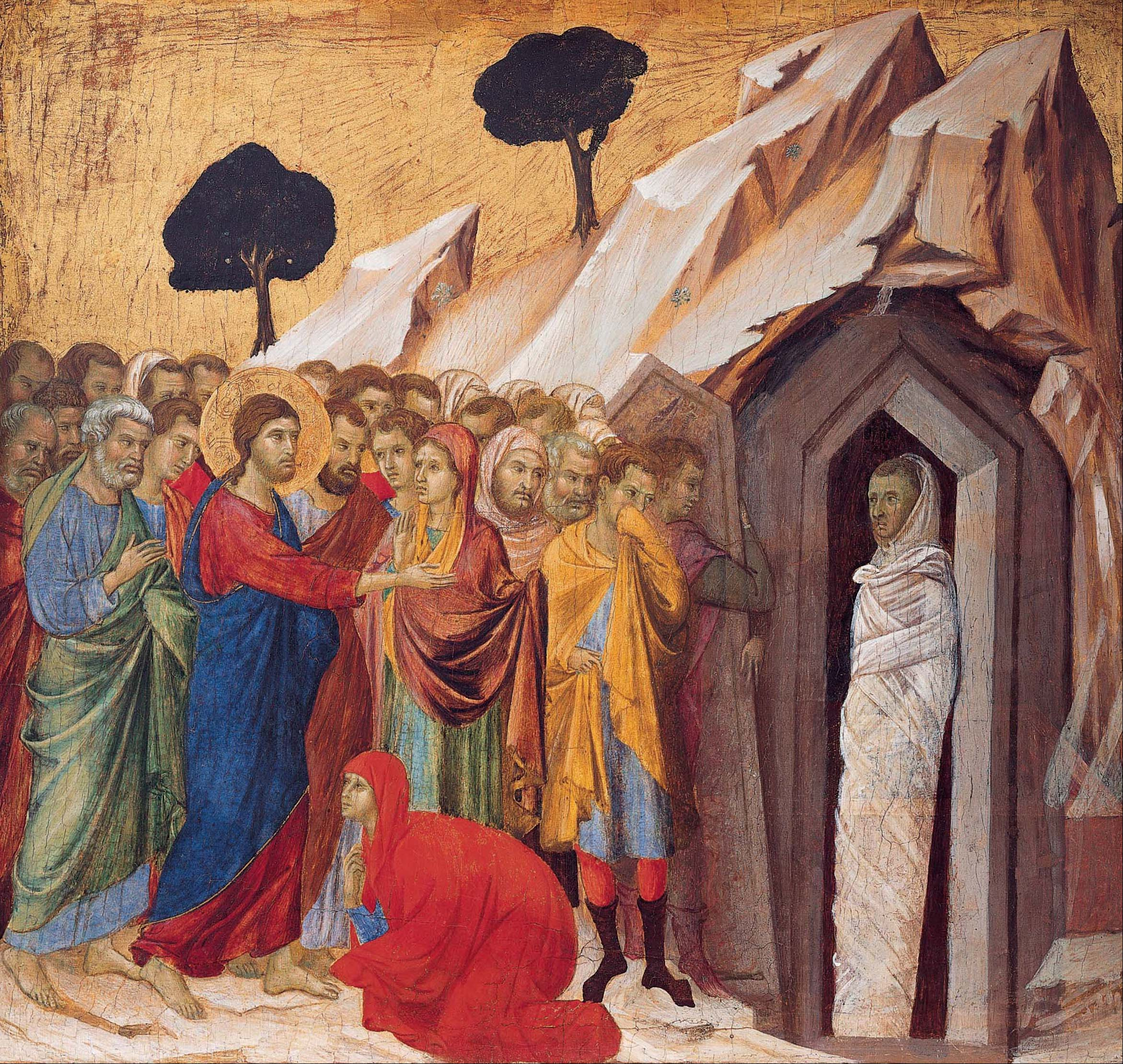
Învierea lui Lazăr (1310 - 1311)
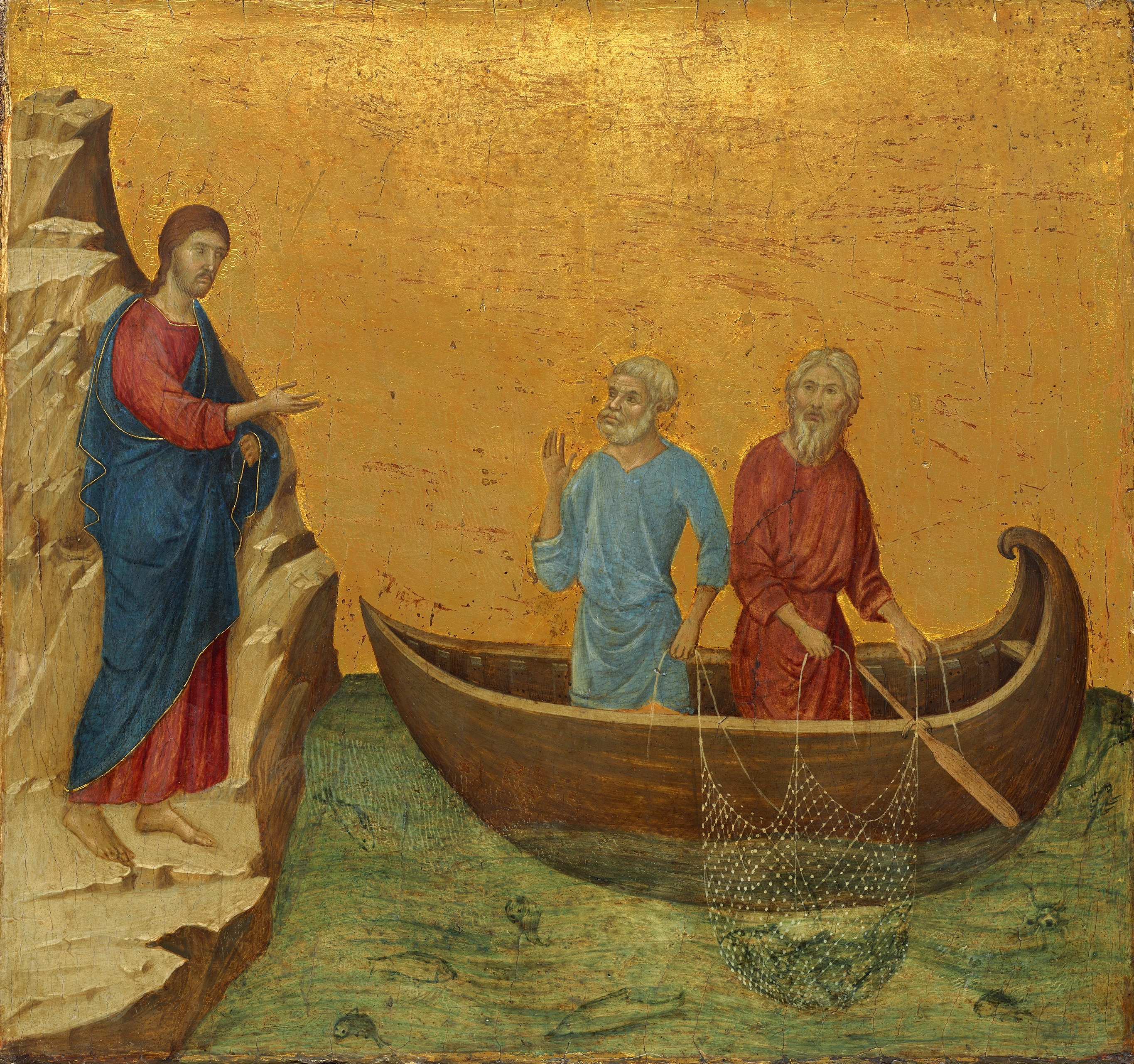
Chemarea Apostolilor Petru şi Pavel (1308 - 1311)